# نشانگر الکترو پنوماتیک پینتبال

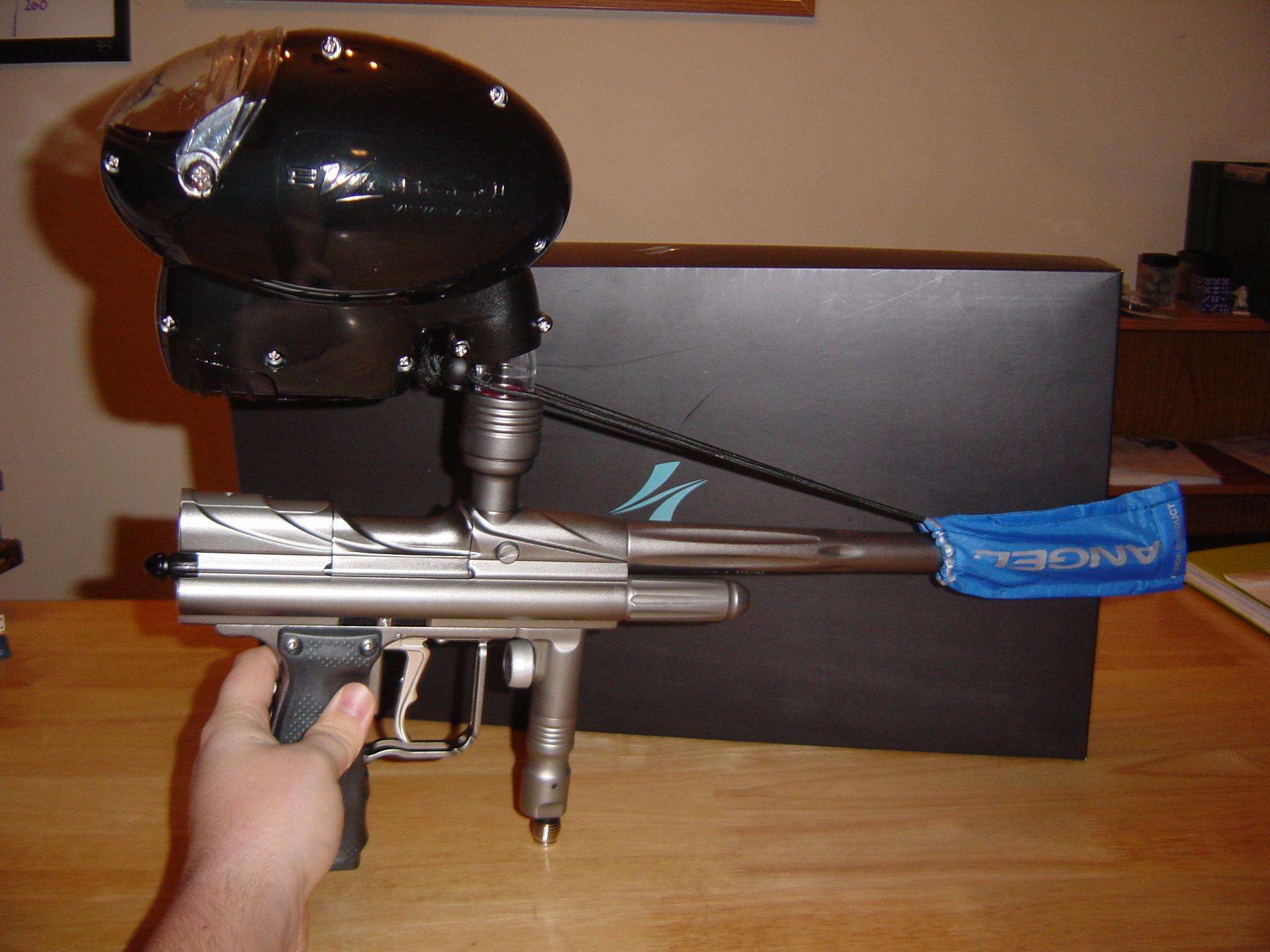
نشانگر الکترو پنوماتیک پینت بال

نشانگر الکترو پنوماتیک پینت بال یک نشانگر پینت بال است که با استفاده از یک شیر برقی پنوماتیک حرکت چکش یا پیچ را فعال می‌کند.

## تاریخچه و عملیات اولیه
شوکر از دو سوپاپ کنترل برقی استفاده کرد تا کنترل‌های جداگانه ای را بر روی توالی بارگیری توپ و دنباله انتقال هوا به دست آورد. کلا از یک مجموعه چکش و پیچ متصل استفاده کرد، که اجازه می‌داد از یک سلونوئید واحد برای فعال کردن کل دنباله شلیک با کنترل یک پیستون که مجموعه چکش و پیچ را به جلو حرکت می‌داد، استفاده شود، همزمان یک پینت بال را محفظه کرده و گازهای محرک را در محفظه آزاد کند. پایان ضربه چکش پیچ را متصل و جفت می‌کند.
چیدمان دوگانه برقی شوکر اجازه استفاده از فشارهای عملکردی کمی پایین‌تر را می‌دهد، با این حال ترتیب بسیار ساده‌تر فرشته یک دنباله شلیک سریعتر را فراهم می‌کند، که در نهایت ثابت شده‌است که مورد علاقه بازیکنان است و در نتیجه اصل عملکرد اصلی پشت فرشته بدون تغییر باقی مانده‌است (در واقع، حتی چندین بار توسط یک سری «الکترو لوله‌های انباشته» کپی شده‌است)، در حالی که شوکر یک سری تجدید نظرها را پشت سر گذاشته‌است که در سال ۲۰۰۳ با طراحی مجدد کامل به پایان رسید، و اکنون از یک واحد استفاده می‌کند شیر برقی که به‌طور فزاینده ای به پیکربندی مکانیکی مشهور می‌شود که به عنوان «پیچ پیچ» شناخته می‌شود.
همچنین لازم است ذکر شود که در حالی که این دو نشانگر اساساً برای اولین نشانگرهای الکترو پنوماتیک به بازار گره خورده بودند، هر دو طرح توسط مجموعه ای از "کیت"‌های الکترو پنوماتیک خانگی که نشانگرهای قبلی مانند اتوکرر یا استرلینگ را با خود داشته‌اند.

### واکنش تند
افزایش دسترسی و استفاده از این نشانگرها نیز حرکتی را تشویق می‌کند که پیش از این در پیشرفت‌های قبلی فناوری پینت بال خدشه دار شده بود. این بازیکنان مورد نظر بازگشت به روز از نشانگر پمپ، ظرفیت دور ده، و ۱۲ گرم را مد نظر قرار داده بودند. این جنبش سرانجام به چیزی تبدیل شد که امروزه به عنوان " پینت بال کلاس سهام " شناخته می‌شود.

### نیازهای اسلحه‌های بسیار سریع
فرشته و شوکر یک مشکل اساسی را که در ورزش در حال شکل‌گیری بود تشدید کردند با خاموش شدن نشانگرها، با لرزش و ضربه کمتر، ارتعاشی که مانع از گیر افتادن گلوله‌های رنگی در ورق قیف می‌شد، از بین رفت. راه حل حرکت به سمت لودرهای موتوری بود، که مهمترین آنها مشاهده انقلاب لودر بود، که هر زمان که یک پرتو مادون قرمز در فید فک بدون وقفه می‌شد، از یک پارو برای تکان دادن توپ‌ها استفاده می‌کرد.
با این حال، واقعیت گرانش پدیدار شد، و بدیهی بود که برای برآوردن اشتهای نشانگر مدرن، تولیدکنندگان لودر باید گلوله‌های رنگ را سریعتر از آنچه گرانش ساده اجازه می‌دهد، به جلو فشار دهند. در نتیجه، نشانگرهای مدرن اکنون دارای سیستمهای بارگیری مجددامپراتوری B2 و مگنا درایوو درایو مگنا، روتورهای رنگ، چشم‌انداز لودرV محل، هاله ادیسه، و ما را بکش نبض هستند که هر کدام با سرعت ۲۲ توپ در ثانیه یا بیشتر تغذیه می‌کنند.

### سیستم‌های تشخیص توپ
دو سیستم اصلی تشخیص توپ ایجاد شد تا اطمینان حاصل شود که وقتی بازیکن ماشه را می‌کشد یک توپ در محفظه وجود دارد. این سیستم‌ها به این دلیل مورد نیاز بودند که حتی وقتی لودرها رنگ را سریعتر به نشانگرها وارد می‌کردند، نشانگرها چرخه‌های کوتاه تری برای شلیک و الکترونیک پاسخگو ایجاد کردند. شرح دو BDS و زیرگونه‌های آنها در زیر آمده‌است:

### مادون قرمز «چشم» (خطایابی را انتخاب کنید و شکستن تیر)
از یک ساطع کننده و گیرنده مادون قرمز برای تشخیص وجود یک توپ بر اساس اینکه آیا یک توپ در لوله تغذیه مانع رسیدن یک پرتو به گیرنده در طرف مقابل می‌شود، استفاده می‌کند.

#### بازتابنده
تشخیص می‌دهد که آیا یک توپ بر اساس میزان نور ساطع شده منعکس شده به یک حسگر وجود دارد یا خیر.

#### سنسور وزن
تشخیص وجود یک توپ بر اساس نیروی وارد شده به میله ای در پایه محفظه، که این نیرو را از طریق «پد» پیزوالکتریک به سیگنال الکتریکی تبدیل می‌کند.

#### COPS/COPS2
از میله ای استفاده می‌کند که تا داخل محفظه شلیک امتداد یافته و در برابر پایه یک توپ محفظه قرار گرفته‌است. میله در فرکانس بسیار بالا (برای انسان نامحسوس) توسط یک کریستال روی صفحه کنترل نوسان می‌کند و هنگامی که یک توپ به داخل محفظه می‌افتد و به میله برخورد می‌کند، نوسان تحت تأثیر قرار می‌گیرد و به نشانگر اجازه می‌دهد تا تشخیص دهد که توپ به‌طور کامل است. اتاقک

#### سنسی
به عنوان COPS، در بالا، اما کالیبراسیون نرم‌افزار برای تشخیص حضور توپ به صورت خودکار است. سنسی دارای یک LDS) L oad D نعوظ S سیستم) است که به آن اجازه می‌دهد تا حضور توپ‌ها را در بالای پشته تشخیص دهد، و گاهی اوقات هنگامی که یک پشته کامل و تحت فشار را تشخیص می‌دهد، عملکرد بسیار سریع را امکان‌پذیر می‌کند.

#### نویز فعال شد
با استفاده از قیچی الکترونیکی «گوش»، نشانگر «گوش» می‌دهد تا آتش‌نشان داده شود و توپ بعدی مطابق آن تغذیه شود. اگر قیف روشن بماند، باتری را ذخیره می‌کند و از آنجا که نیازی به «چشم» ندارد، به دلیل کثیف شدن سنسور یا انسداد آن، خطر اختلال در عملکرد آن را تهدید نمی‌کند.
اگرچه مصرف بیش از حد باتری را متوقف می‌کند، اما در یک نبرد شدید، با پخش کننده‌های مجاور، قیف ممکن است به‌طور تصادفی بارگیری شود زیرا گزارش‌های دیگر نشانگرها می‌توانند سنسور صدا را فریب دهند.